# Alfabeto glagolítico

Ejemplos glagolíticos de "Misal de Kiev" y "Evangelio de Reims"

El alfabeto glagolítico, glagólico o glagólitsa (en antiguo eslavo eclesiástico Ⰳⰾⰰⰳⱁⰾⰻⱌⰰ glagólitsa, y en eslavo eclesiástico глаголица, glagólitsa) es el más antiguo de los alfabetos eslavos que se conocen. Fue creado por los santos Cirilo y Metodio alrededor de 862-863 para traducir la Biblia y otros textos al antiguo eslavo eclesiástico.
El nombre viene de la palabra глаголъ (glagolə), que en búlgaro antiguo significa palabra (y de donde viene el nombre de la letra "G" en dicha lengua). Como glagolati significa hablar, se suele referir poéticamente al glagólitsa como "los signos que hablan".
El alfabeto glagolítico original consta de 41 letras, aunque la cantidad varía levemente en versiones posteriores. Veinticuatro de las 41 letras glagolíticas originales derivan, probablemente, de grafemas de cursiva medieval del alfabeto griego, a las que se ha dado un diseño más ornamental. Se supone que las letras sha, shta y tsi provienen del alfabeto hebreo (las letras Shin y Tsadi) - los fonemas que representan estas letras no existían en griego pero sí en eslavo y son bastante habituales en todas las lenguas eslavas. De entre los originales, los caracteres restantes son de origen desconocido. Se cree que algunos pueden provenir de caracteres hebreos y samaritanos, que San Cirilo aprendió en sus viajes.

## Nombre en lenguas eslavas

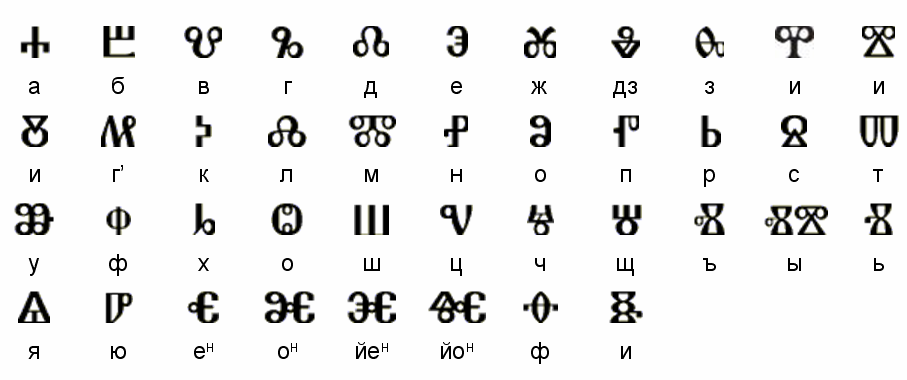
Alfabeto glagolítico.

El nombre "glagolítico" es en checo hlaholice, en eslovaco hlaholika, en polaco głagolica, en ruso, macedonio y búlgaro глаго́лица (transliterado glagólitsa), en serbio, croata y bosnio glagoljica, en ucraniano глаголиця (transliterado hlaholytsia), en bielorruso глаголіца (transliterado hlaholitsa), en esloveno glagolica, etc.
Sin embargo, este nombre no se acuñó hasta el siglo XIV (Cirilo y Metodio desarrollaron el alfabeto en el s. IX), por lo que su nombre original en antiguo eslavo eclesiástico es Ⰽⱛⱃⰺⰾⰾⱁⰲⰺⱌⰰ, кѷрїлловица (kyrillovitsa, “cirílico”).

## Alfabeto
El alfabeto tiene dos variantes: una primera redondeada, utilizada en antiguo eslavo eclesiástico, y una forma angulosa posterior empleada en croata. Se cree que se desplazaron los valores de muchas de las letras bajo la influencia cirílica, o que se confundieron unos con otros a través de su propagación a los distintos dialectos, de forma que no están siempre claros los valores originales. Por ejemplo, se cree que la letra yu Ⱓ pudo haber tenido el valor /u/, pero que fue desplazada por la adopción de una ligadora ou Ⱆ bajo la influencia del cirílico posterior. Otras letras fueron creaciones tardías a partir de un modelo cirílico.
La siguiente tabla muestra cada letra en su orden actual e incluye una imagen de la letra en su variante redonda, la letra cirílica correspondiente, el sonido aproximado transcrito mediante el Alfabeto Fonético Internacional y su origen. Varias letras no tienen equivalente moderno.
| Letra | Letra                 | Cirílico | Sonido   | Nombre en AEE                                                             | Nombre en EE                                                              | Significado                                                               | Origen                                                                                        |
| ----- | --------------------- | -------- | -------- | ------------------------------------------------------------------------- | ------------------------------------------------------------------------- | ------------------------------------------------------------------------- | --------------------------------------------------------------------------------------------- |
| Ⰰ     | Azu                   | А        | /ɑ/      | Azъ                                                                       | Az                                                                        | yo                                                                        | Alef hebrea א o el signo de la cruz                                                           |
| Ⰱ     | Bouky                 | Б        | /b/      | Buky                                                                      | Buky                                                                      | letras                                                                    | Desconocido                                                                                   |
| Ⰲ     | Vede                  | В        | /ʋ/      | Vědě                                                                      | Vedi                                                                      | saber                                                                     | Posiblemente la V latina.                                                                     |
| Ⰳ     | Glagolu               | Г        | /ɡ/      | Glagoli                                                                   | Glagoli                                                                   | verbo, palabra                                                            | Posiblemente la gamma cursiva griega, γ.                                                      |
| Ⰴ     | Dobro                 | Д        | /d/      | Dobro                                                                     | Dobro                                                                     | bueno                                                                     | Delta griega, Δ                                                                               |
| Ⰵ     | Jestu                 | Є, Е, Э  | /ɛ/      | Estъ, jestъ, yestъ                                                        | Jest                                                                      | es, existe                                                                | Posiblemente la he samaritana ϡ o la sampi griega ϡ                                           |
| Ⰶ     | Zhivete               | Ж        | /ʒ/      | Živěte                                                                    | Zhivete                                                                   | vida, vivir                                                               | Desconocido, posiblemente la letra copta janja ϫ[cita requerida]                              |
| Ⰷ     | Dzelo                 | Ѕ        | /dz/     | Dzělo                                                                     | Dzelo                                                                     | verde, muy                                                                | Desconocido                                                                                   |
| Ⰸ     | Zemlja                | З        | /z/      | Zemlja                                                                    | Zemlja                                                                    | tierra                                                                    | Posiblemente una variante de la theta griega θ                                                |
| Ⰹ, Ⰺ  | ,                     | И, Й     | /i, j/   | Iže                                                                       | Izhe                                                                      |                                                                           | Posiblemente la iota griega con diéresis, ϊ                                                   |
| Ⰻ     | I                     | І, Ї     | /i, j/   | I                                                                         | I                                                                         | y                                                                         | Desconocido, posiblemente los símbolos cristianos del círculo y del triángulo                 |
| Ⰼ     | Gjerv                 | Ћ, Ђ     | /dʑ/     | Djervь, ǵervь                                                             |                                                                           | árbol, madera                                                             | Desconocido                                                                                   |
| Ⰽ     | Kako                  | К        | /k/      | Kako                                                                      | Kako                                                                      | cómo                                                                      | Qoph hebrea, ק                                                                                |
| Ⰾ     | Ljudie                | Л        | /l, ʎ/   | Ljudie                                                                    | Ljudi                                                                     | gente                                                                     | Posiblemente la lambda griega, λ                                                              |
| Ⰿ     | Myslite               | М        | /m/      | Myslite                                                                   | Mislete                                                                   | pensamiento                                                               | mi griega, μ                                                                                  |
| Ⱀ     | Nashi                 | Н        | /n, ɲ/   | Našь                                                                      | Nash                                                                      | nuestro                                                                   | Desconocido                                                                                   |
| Ⱁ     | Onu                   | О        | /ɔ/      | Onъ                                                                       | On                                                                        | él                                                                        | Desconocido                                                                                   |
| Ⱂ     | Pokoi                 | П        | /p/      | Pokoi                                                                     | Pokoj                                                                     | tranquilidad, paz                                                         | Posiblemente una variante de la letra griega pi temprana, Π                                   |
| Ⱃ     | Rici                  | Р        | /r/      | Rьci, rьtsi                                                               | Rtsi                                                                      | mano                                                                      | Posiblemente la rho griega, ρ                                                                 |
| Ⱄ     | Slovo                 | С        | /s/      | Slovo                                                                     | Slovo                                                                     | palabra, letra                                                            | Desconocido, símbolos cristianos del círculo y del triángulo                                  |
| Ⱅ     | Tvrido                | Т        | /t/      | Tvrьdo                                                                    | Tverdo                                                                    | duro                                                                      | Posiblemente a partir de la barra de la tau griega, τ                                         |
| Ⱆ     | Uku                   | У        | /u/      | Ukъ                                                                       | Uk                                                                        | sabio, iluminado                                                          | Ligadua de onъ e izhitsa                                                                      |
| Ⱇ     | Fritu                 | Ф        | /f/      | Frьtъ                                                                     | Fert                                                                      |                                                                           | Variante de la fi griega, φ                                                                   |
| Ⱈ     | Heru                  | Х        | /x/      | Xěrъ, Khěrъ                                                               | Jer                                                                       |                                                                           | Desconocido, similar a glagoli y a la h latina                                                |
| Ⱉ     | Otu                   | Ѡ        | /ɔ/      | Otъ                                                                       | Oht, Omega                                                                |                                                                           | Ligadura de onъ y su imagen especular                                                         |
| Ⱋ     | Shta                  | Щ        | /tʲ, ʃt/ | Šta                                                                       | Shta                                                                      | qué                                                                       | Ligadura de sha sobre tvrьdo                                                                  |
| Ⱌ     | Ci                    | Ц        | /ts/     | Ci, tsi                                                                   | Tsi                                                                       |                                                                           | Forma final de la tsade hebrea, ץ                                                             |
| Ⱍ     | Chrivi                | Ч        | /tʃ/     | Črьvъ                                                                     | Cherv                                                                     | gusano                                                                    | Desconocido, similar a shta, posiblemente provenga de la forma no final de la tsade hebrea, צ |
| Ⱎ     | Sha                   | Ш        | /ʃ/      | Ša                                                                        | Sha                                                                       |                                                                           | Shin hebrea, ש                                                                                |
| Ⱏ     | Jeru                  | Ъ        | /ɯ/      | Erъ, jerъ, yerъ                                                           | Yer                                                                       |                                                                           | Posiblemente una modificación de la onъ                                                       |
| ⰟⰉ    | Jery                  | Ы        | /ɨ/      | Ery, jery, yery                                                           | Yery                                                                      |                                                                           | Ligadura, ver nota debajo de la tabla                                                         |
| Ⱐ     | Jeri                  | Ь        | /ə/      | Erь, jerь, yerь                                                           | Yerj                                                                      |                                                                           | Posiblemente una modificación de la onъ                                                       |
| Ⱑ     | Jati                  | Ѣ        | /æ, jɑ/  | Jatь, Yatь                                                                | Yat                                                                       |                                                                           | Posiblemente una alfa griega epigráfica, Α                                                    |
| Ⱖ     |                       | Ё        | */jo/    | Desconocido: Componente hipotético de jonsь; /jo/ no era posible entonces | Desconocido: Componente hipotético de jonsь; /jo/ no era posible entonces | Desconocido: Componente hipotético de jonsь; /jo/ no era posible entonces | Desconocido: Componente hipotético de jonsь; /jo/ no era posible entonces                     |
| Ⱓ     | Jou                   | Ю        | /ju/     | Ju, yu                                                                    | Yu                                                                        |                                                                           | Desconocido                                                                                   |
| Ⱔ     | Ensu (jousu pequeña)  | Ѧ, Я     | /ɛ̃/      | [Ensь]                                                                    | Ya, yus pequeña                                                           |                                                                           | Épsilon griega ε, también utilizada para denotar nasalización.                                |
| Ⱗ     | Jensu (jousu pequeña) | Ѩ        | /jɛ̃/     | [Jensь, Yensь]                                                            | [Yus pequeña iotizada]                                                    |                                                                           | Ligadura de jestъ y ensь para nasalización                                                    |
| Ⱘ     | Onsu (jousu grande)   | Ѫ        | /ɔ̃/      | [Onsь]                                                                    | [Yus grande]                                                              |                                                                           | Ligadura de onъ y ensь para nasalización                                                      |
| Ⱙ     | Jonsu (jousu grande)  | Ѭ        | /jɔ̃/     | [Jonsь, Yonsь]                                                            | [Yus grande iotizada]                                                     |                                                                           | Ligadura de una letra desconocida y ensь para nasalización                                    |
| Ⱚ     | Thita                 | Ѳ        | /θ/      | [Thita]                                                                   | Fita                                                                      |                                                                           | Theta griega θ                                                                                |
| Ⱛ     | Yzhica                | Ѵ        | /ʏ, i/   | Ižica, Izhitsa                                                            | Izhitsa                                                                   |                                                                           | Desconocido                                                                                   |

Nótese que yery es un dígrafo de yerъ (o bien yerь) e izhe (o i).
En textos antiguos se pueden ver escritas la letra ukъ y tres de las cuatro yuses como dígrafos en dos partes separadas.
El orden de izhe y de i varía según la fuente consultada, como ocurre también con las yuses. Se desconoce la correspondencia entre las letras glagolíticas izhe e i con las cirílicas И e I, ya que los libros de texto y diccionarios suelen mencionar una de las dos versiones y no la versión opuesta.

## Unicode
El alfabeto glagolítico fue añadido a Unicode en su versión 4.1. Ocupa el rango comprendido entre U+2C00 y U+2C5E.
| Glagolítico Tabla en Unicode.org (PDF) |   |   |   |   |   |   |   |   |   |   |   |   |   |   |   |   |
|                                        | 0 | 1 | 2 | 3 | 4 | 5 | 6 | 7 | 8 | 9 | A | B | C | D | E | F |
| U+2C0x                                 | Ⰰ | Ⰱ | Ⰲ | Ⰳ | Ⰴ | Ⰵ | Ⰶ | Ⰷ | Ⰸ | Ⰹ | Ⰺ | Ⰻ | Ⰼ | Ⰽ | Ⰾ | Ⰿ |
| U+2C1x                                 | Ⱀ | Ⱁ | Ⱂ | Ⱃ | Ⱄ | Ⱅ | Ⱆ | Ⱇ | Ⱈ | Ⱉ | Ⱊ | Ⱋ | Ⱌ | Ⱍ | Ⱎ | Ⱏ |
| U+2C2x                                 | Ⱐ | Ⱑ | Ⱒ | Ⱓ | Ⱔ | Ⱕ | Ⱖ | Ⱗ | Ⱘ | Ⱙ | Ⱚ | Ⱛ | Ⱜ | Ⱝ | Ⱞ |   |
| U+2C3x                                 | ⰰ | ⰱ | ⰲ | ⰳ | ⰴ | ⰵ | ⰶ | ⰷ | ⰸ | ⰹ | ⰺ | ⰻ | ⰼ | ⰽ | ⰾ | ⰿ |
| U+2C4x                                 | ⱀ | ⱁ | ⱂ | ⱃ | ⱄ | ⱅ | ⱆ | ⱇ | ⱈ | ⱉ | ⱊ | ⱋ | ⱌ | ⱍ | ⱎ | ⱏ |
| U+2C5x                                 | ⱐ | ⱑ | ⱒ | ⱓ | ⱔ | ⱕ | ⱖ | ⱗ | ⱘ | ⱙ | ⱚ | ⱛ | ⱜ | ⱝ | ⱞ |   |